# Seuneubok Gunci
Seuneubok Gunci is een bestuurslaag in het regentschap Bireuen van de provincie Atjeh, Indonesië. Seuneubok Gunci telt 880 inwoners (volkstelling 2010).